# 南波三五郎
南波 三五郎（なんば さんごろう、1860年〈万延元年2月〉 - 1941年〈昭和16年〉4月28日）は日本の政治家、公証人。衆議院議員（立憲自由党）。旧姓は田辺。

## 略歴
1860年（万延元年2月）、安芸国豊田郡船木村（現在の広島県三原市）に生まれる。大阪北区にあった太田北山の成章館に入り、儒学を研究し、塾頭となる。1886年（明治19年）に東京法学校（現・法政大学）を卒業し、家業の酒造業に従事、のち、公証人となり公証業務に従事する。また、経世詩社を創立し、経営する。
1890年（明治23年）、第1回衆議院議員総選挙に広島6区から出馬し、当選する。